# Danau Lauttawar
Danau Lauttawar (engelska: Lake Laut Tawar) är en sjö i Indonesien.   Den ligger i provinsen Aceh, i den västra delen av landet, 1 600 km nordväst om huvudstaden Jakarta. Danau Lauttawar ligger 1 230 meter över havet. Arean är 70 kvadratkilometer. I omgivningarna runt Danau Lauttawar växer i huvudsak städsegrön lövskog. Den sträcker sig 6,9 kilometer i nord-sydlig riktning, och 15,7 kilometer i öst-västlig riktning.